# 朱祐榕
德懿王朱祐榕（1471年—1539年），是莊王朱見潾嫡第二子，明朝第二代德王。朱祐榕於正德十六年（1521年）襲封德王。他在位十八年，在嘉靖十八年（1539年）過世，諡號懿。世子朱厚燉早卒，兩年後世子之子朱載墱嗣位。

## 家庭

### 妻
- 薛氏，監生薛濟長女，弘治十四年（1501年）十二月冊為德世子妃[1]。

### 子
- 嫡長子：夭折
- 庶次子：東平王→德懷順世子→德懷王（追封）朱厚燉
- 庶三子：歷城榮和王朱厚㸅
- 庶四子：夭折
- 嫡五子：朱厚爔，夭折
- 庶六子：夭折
- 庶七子：臨朐榮簡王朱厚燨
- 庶八子：高唐悼僖王朱厚𤐨[2]